# A Teixeira (Maceda)
A Teixeira es una aldea española situada en la parroquia de Castro de Escuadro, del municipio de Maceda, en la provincia de Orense, Galicia.

## Demografía
| Gráfica de evolución demográfica de A Teixeira entre 2000 y 2022 |
|                                                                  |
| Datos según el nomenclátor publicado por el INE.                 |